# SP-2
SP-2は、ミュージシャンの平沢進がタイ王国の第2の女性とされる人々「SP-2」との14年間におよぶ交流を綴ったエッセイ集及び写真集。2008年10月31日に平沢進の運営会社であるケイオスユニオンより発売された。

## 概要
「SP-2」とはタイ語の「サーオプラペーッソーン（第2の女性）（タイ語:สาวประเภทสอง）」を略した平沢進による造語で、「女性であるにもかかわらず、男性の身体を持って生まれてきてしまい、身体の男性性を消去して女性として生きる人たち」という意味である。日本のニューハーフとは概念や文化的背景が異なるため平沢は敢えてSP-2と呼んでいる。
この書籍は彼と長年親交があるタイのSP-2について著したノンフィクションで、自身が撮影した美しいSP-2の写真73点も収録。社会的に特異な立場に置かれながら普通に生きようとする、これまでメディアが伝えてきた「タイのニューハーフ」とはまったく異なる彼女たちの姿をとらえている。
この書籍は全国書店のほか、平沢の運営会社であるケイオスユニオンのテスラカイト・オンラインショップ、中野のニューウェイブ専門店・Shop MECANOでも販売された。